# سفارت اوکراین در پادشاهی بلژیک
سفارت اوکراین در پادشاهی بلژیک (به لاتین: Embassy of Ukraine to the Kingdom of Belgium)
نمایندگی دیپلماتیک اوکراین در پادشاهی بلژیک است. مقر آن در بروکسل، بلژیک است.

## تاریخ
به دنبال اعلام استقلال اوکراین در ۲۴ اوت ۱۹۹۱، بلژیک اوکراین را در ۳۱ دسامبر ۱۹۹۱ به رسمیت شناخت. در ۱۰ مارس ۱۹۹۲، روابط دیپلماتیک بین اوکراین و بلژیک برقرار شد. دوک بزرگ لوکزامبورگ در ۳۱ دسامبر ۱۹۹۱ استقلال اوکراین را به همراه دیگر کشورهای اتحادیه اروپا به رسمیت شناخت. روابط دیپلماتیک بین دو کشور در تاریخ ۱ ژوئیه ۱۹۹۲ برقرار شد.